# Traité anglo-portugais de 1373
Le traité de Londres ou traité anglo-portugais de 1373, est un traité d'alliance signé le 16 juin 1373 entre le roi Édouard III d'Angleterre et le roi Ferdinand et la reine Éléonore du Portugal. Il établit un traité « d'amitié, d’union et d’alliance perpétuelle » entre les deux nations. Il est le plus ancien traité actif au monde. 
Il fut renforcé tout au long de l'histoire, en particulier en 1386 (traité de Windsor), 1643, 1654, 1660, 1661, 1703, 1815 et par une déclaration secrète en 1899. Il fut reconnu dans des traités d'arbitrage au XXe siècle.
Le traité fut temporairement mis en sommeil pendant l'Union ibérique de 1580 à 1640, lorsque les monarchies d'Espagne et le Portugal étaient dans une union dynastique. Cependant, avec la restauration de l'indépendance du Portugal, l'alliance reprit, même si le traité de 1373 apparaît comme caduc pour certains historiens depuis un traité de paix du 29 janvier 1642[réf. nécessaire]. 
La Grande-Bretagne, les Pays-Bas et le Portugal signent ensuite le 16 mai 1703 à Lisbonne un traité d'alliance offensive et défensive. 
Cette alliance anglo-portugaise prit ensuite de l'importance pendant les guerres napoléoniennes, lorsque les Britanniques envoyèrent leur meilleur général, le duc de Wellington, saper les armées de Napoléon dans la guerre d'indépendance espagnole (ou « guerre péninsulaire » au Portugal). L'alliance anglo-portugaise connut à la fin du XIXe siècle une crise lors du projet colonial portugais de la carte rose. 
Le traité fut réactivé au cours de la Première Guerre mondiale, lors de laquelle le Portugal déclara la guerre à l'Allemagne et ses alliés en 1916, puis lors de la Seconde Guerre mondiale, lorsqu'en 1943 le Royaume-Uni, après trois mois de négociations, reçut l’autorisation d’utiliser l’aérodrome et les installations maritimes des Açores pour l’aider à combattre la menace des U-Boots. Les Britanniques utilisèrent ces installations au cours de la guerre des Malouines en 1982.

## Extrait
« En premier lieu, nous nous convenons qu’il ne doit y avoir à partir de ce jour... vérité, fidélité, amitié constante, mutuelle et perpétuelle, unions, et alliances et besoins d'affection sincère, et que, comme de vrais amis fidèles nous désormais, réciproquement, nous allons être amis avec nos amis et ennemis avec nos ennemis, et s'assister, se soutenir et se respecter mutuellement, sur mer et sur terre, contre tous les hommes qui peuvent vivre et mourir ».

## Seconde Guerre mondiale
En 1943, le gouvernement portugais loua au Royaume-Uni la base aérienne de Lajes, ce qui devint une importante base aérienne et navale alliée dans les îles portugaises des Açores. Le premier ministre Winston Churchill fit un rapport à la Chambre des communes sur le bail. Il s'exprima ainsi au sein de l'assemblée :
« J’ai une annonce  à faire à la Chambre en vertu du traité signé entre ce pays et le Portugal en 1373, entre Sa Majesté le roi Édouard III et le roi Ferdinand et la reine Eleanor du Portugal (...) ». 
Et écrira : « J’ai parlé à haute voix, et fait une pause pour permettre à la Chambre de bien prendre en compte la date, 1373 ».